# Martina Michels
Martina Michels (nascida em 1 de dezembro de 1955) é uma política alemã e membro do Parlamento Europeu (MEP) pela Alemanha. Ela faz parte da Esquerda, parte da Esquerda Unitária Europeia – Esquerda Verde Nórdica.